# Taspina
La taspina es un alcaloide secotetrahidroisoquinolínico aislado de las plantas Leontice eversmannii, (Leonticaceae), Caulophyllum robustum, Magnolia liliflora y la corteza de Croton lechleri, (Euphorbiaceae). [α]24D = +7.6  (c, 0.64 en Piridina). 

## Síntesis
Shamma y colaboradores sintetizaron la Taspina en 1971.

## Actividad biológica
Presenta actividad antiinflamatoria. La taspina es candidato como antagonista del receptor de estrógeno en el tratamiento de cáncer de mama independiente del estrógeno.